# Asta Bolin
Asta Emmi Bolin, född Belaya den 16 maj 1927 i Berlin, död 19 september 2019 i Skarpnäcks distrikt i Stockholm, var en svensk författare, kulturjournalist och skådespelare.

## Biografi
Asta Bolin var elev vid Dramatens elevskola och sedan skådespelerska på Dramaten och Uppsala stadsteater 1947–1956 och förekom flitigt i radioteatern under 1950-talet. År 1953 hade hon en roll i kortfilmen Museet (om Telegrafverkets museum, i regi av Åke Falck) och 1955 lånade hon sin röst till Lady i den ursprungliga svenska dubbningen av filmen Lady och Lufsen.
Som författare debuterade hon med romanen Gabriella 1950. Hon skrev sedan bland annat en rad konstnärsmonografier. Hon var även verksam som teater- och litteraturkritiker, framförallt i den kristna kulturtidskriften Vår lösen, och som konstkritiker i Svenska Dagbladet 1982–1985. Hon översatte även pjäser för radio och scen. Asta Bolin är begravd på Maria Magdalena kyrkogård i Stockholm.